# O Du liebes Jesu-Kind
O Du liebes Jesu-Kind (O, Toi cher Enfant Jésus), WAB 145, est le premier de deux motets de la période Saint-Florian, dont la paternité est incertaine. Si Bruckner en a effectivement été l'auteur, il l'a composé vers 1845-46.

## Historique
Si Bruckner en a effectivement été l'auteur de ce motet, il l'a composé vers 1845-46 au cours de son séjour à l'Abbaye de Saint-Florian. L'œuvre était destinée à la célébration du jour des Saints Innocents, à la mémoire du Massacre des Innocents.
Le motet, dont le manuscrit est archivé à Saint Florian, a d'abord été publié dans le Volume II/2, p. 13 de la biographie Göllerich/Auer. Les deux dernières mesures, qui figurent au dos du manuscrit avec une transcription d'un chant de Noël, manquaient dans cette première publication.  L'œuvre est publiée dans le Volume XXI/10 de la Bruckner Gesamtausgabe.

## Texte
| O Du liebes Jesu Kind, Lass Dich vielmals grüßen! Alle Kinder, die hier sind, Fallen Dir zu Füßen. All um Deine Liebe bitten, Die so viel für uns gelitten. Schenk uns Deine Liebe! | O,Toi, cher enfant Jésus, Sois mille fois salué ! Tous les enfants ici présents, Se prosternent à tes pieds. Tous prient pour ton amour, Qui a tant souffert pour nous. Donne-nous ton amour ! |

## Composition
L'œuvre de 16 mesures en fa majeur est conçue pour soliste et orgue.

## Discographie
Une sélection parmi les quelque six enregistrements :
- Wilfried Jochens (ténor), Werner Kaufmann (orgue), Music of the St. Florian Period  (Jürgen Jürgens) - LP : Jerusalem Records ATD 8503, 1984 ; transféré sur CD BSVD-0109, 2011
- Sigrid Hagmüller (alto), Rupert Gottfried Frieberger (orgue), Anton Bruckner – Oberösterreichische Kirchenmusik CD : Fabian Records CD 5112, 1995
- Ludmila Kuznetzova (mezzosoprano), Ludmila Golub (orgue), Bruckner: Masses and Songs (Valeri Poliansky) - CD : Chandos CHAN 9863, 1998
- Barbara Schreiner (alto), Rupert Gottfried Frieberger (orgue), Anton Bruckner Kirchenmusikalische Werke - CD : Fabian Records CD 5115, c. 2008
- Robert Holzer (basse), Philipp Sonntag (orgue), Anton Bruckner - Lieder|Magnificat - CD : Brucknerhaus LIVA 046, 2011
- Günther Groissböck (basse), Matthias Giesen (orgue), In Te Domine Speravi – Gramola CD 99327, 2024

## Sources
- August Göllerich, Anton Bruckner. Ein Lebens- und Schaffens-Bild, vers 1922 – édition posthume par Max Auer, G. Bosse, Ratisbonne, 1932
- Anton Bruckner – Sämtliche Werke, Band XXI: Kleine Kirchenmusikwerke, Musikwissenschaftlicher Verlag der Internationalen Bruckner-Gesellschaft, Hans Bauernfeind et Leopold Nowak (Éditeurs), Vienne, 1984/2001
- Cornelis van Zwol, Anton Bruckner 1824-1896 – Leven en werken, uitg. Thot, Bussum, Pays-Bas, 2012.  (ISBN 978-90-6868-590-9)